# Kanton Saint-Béat
Der Kanton Saint-Béat war bis 2015 ein französischer Wahlkreis im Arrondissement Saint-Gaudens, im Département Haute-Garonne und in der Region Midi-Pyrénées; sein Hauptort war Saint-Béat. Sein Vertreter im Conseil Régional für die Jahre 2008 bis 2014 war Bertrand Auban.

## Gemeinden
Der Kanton umfasste die Wahlberechtigten aus 22 Gemeinden:
| Gemeinde        | Einwohner Jahr | Fläche km² | Bevölkerungsdichte | Postleitzahl | Code INSEE |
| --------------- | -------------- | ---------- | ------------------ | ------------ | ---------- |
| Argut-Dessous   | 28 (2013)      | –          | – Einw./km²        | 31440        | 31015      |
| Arlos           | 95 (2013)      | –          | – Einw./km²        | 31440        | 31017      |
| Bachos          | 31 (2013)      | –          | – Einw./km²        | 31440        | 31040      |
| Baren           | 10 (2013)      | –          | – Einw./km²        | 31440        | 31046      |
| Bezins-Garraux  | 41 (2013)      | –          | – Einw./km²        | 31440        | 31067      |
| Binos           | 42 (2013)      | –          | – Einw./km²        | 31440        | 31590      |
| Boutx           | 241 (2013)     | –          | – Einw./km²        | 31440        | 31085      |
| Burgalays       | 130 (2013)     | –          | – Einw./km²        | 31440        | 31092      |
| Cazaux-Layrisse | 56 (2013)      | –          | – Einw./km²        | 31440        | 31132      |
| Chaum           | 196 (2013)     | –          | – Einw./km²        | 31440        | 31139      |
| Cierp-Gaud      | 782 (2013)     | –          | – Einw./km²        | 31440        | 31144      |
| Esténos         | 185 (2013)     | –          | – Einw./km²        | 31440        | 31176      |
| Eup             | 131 (2013)     | –          | – Einw./km²        | 31440        | 31177      |
| Fos             | 245 (2013)     | –          | – Einw./km²        | 31440        | 31190      |
| Fronsac         | 198 (2013)     | –          | – Einw./km²        | 31440        | 31199      |
| Guran           | 48 (2013)      | –          | – Einw./km²        | 31440        | 31235      |
| Lège            | 42 (2013)      | –          | – Einw./km²        | 31440        | 31290      |
| Lez             | 60 (2013)      | –          | – Einw./km²        | 31440        | 31298      |
| Marignac        | 486 (2013)     | –          | – Einw./km²        | 31440        | 31316      |
| Melles          | 99 (2013)      | –          | – Einw./km²        | 31440        | 31337      |
| Saint-Béat      | 395 (2013)     | –          | – Einw./km²        | 31440        | 31471      |
| Signac          | 43 (2013)      | –          | – Einw./km²        | 31440        | 31548      |

## Bevölkerungsentwicklung
| 1962 | 1968 | 1975 | 1982 | 1990 | 1999 | 2006 |
| ---- | ---- | ---- | ---- | ---- | ---- | ---- |
| 5104 | 5339 | 4745 | 4404 | 4231 | 3722 | 3801 |